# Frédéric Diefenthal
Frédéric Diefenthal (Saint-Mandé, Franciaország, 1968. július 26. –) francia filmszínész és filmproducer. 
Legismertebb szerepe  Taxi-filmekből Émilien Coutant-Kerbalec, mellyel nemzetközileg is ismertté vált. Emellett színházban is játszik.

## Fiatalkora
Frédéric Pierre Diefenthal-Girau-Guyard néven született 1968. július 26-án Saint-Mandéban, Párizs külvárosában. Gyermekkorát Gers-ben töltötte. Van egy bátyja, aki könyvtárosként dolgozik. Édesanyja egyedül nevelte őket. Tizenöt éves korában (1983-ban) félbehagyta tanulmányait, hogy dolgozzon. Egy szállodában volt gyakornok, majd fodrászkodott. 1985-ben 17 évesen egy barátjával drámatagozatos iskolába iratkozott be. 1990-től reklámokban és televíziós sorozatokban tűnt fel, 1991-ben feltűnt François Feldman énekes C'est toi qui m'as fait című klipjében.

## Pályafutás

### Kezdetek
1991-ben Claude Zidi La Totale! (magyarul: Titkolt titkos ügynök) című vígjátékában aratta első nagy sikerét, melyben egy gengsztert alakított. A film a James Cameron rendezte és Arnold Schwarzenegger szereplésével készült Két tűz között remake-je. Ugyanebben az évben feltűnt első tévéfilmjében, a Billy-ben, ami Day Keene novellájának adaptációja, valamint a Salut les copains televíziós sorozatban, melyben Stan Voskoffot alakította. Továbbá a Goal című sorozatban Laurent Bateau, Philippe Durand és Edouard Montoute mellett. 1993-ban szerepet kapott a Les gens normaux n'ont rien d'exceptionnel (magyarul: A normális emberekben semmi különleges nincs) akció-drámában, melyben Jeant alakította, rendezője Laurence Ferreira. A filmet a Locarnói Nemzetközi Filmfesztivál keretein belül mutatták be 1993 augusztusában. A filmet díjazták César-díjjal, mint a Legígéretesebb színésznő kategóriában. Valamint Young European Jury Award díjat kapott.
1994-től 2000-ig szerepelt a Le juge est une femme (magyarul: A bíró egy nő) francia tévésorozatban, ahol egy visszatérő karaktert, zsarut játszott. Ugyanakkor Franciaországban ezzel kezdett ismertté válni. Szerepelt az Olivier Jahan rendezte Parlez après le signal sonore-ban, melyet a Cannes-i fesztiválon Arany Pálmára jelöltek. 1995-ben egy-egy epizód erejéig szerepelt a Police des polices és az Avocat d'office című sorozatokban.
Ezek után keresték őket a rendezők a mozifilmekbe. Szerepelt a Malik Chibane rendezte Douce France filmben, melyet az 1995-ös Namur International Festivalon jelöltek Jury Special Prize-ra, a Locarnói Nemzetközi Filmfesztiválon Arany Leopárdra, mint a Legjobb francia nyelvű film. Mellékszerepet játszott az Une histoire d'amour à la con filmben. 1996-ban újabb mellékszerep vállalt a Bertrand Tavernier rendezésében készült Conan kapitány filmben, melyet kilenc César-díjra jelöltek, mely elnyerte a legjobb rendezési díjat.
1997-ben Nicolas Koretzky-vel együtt egy rövid filmben részt vett mint producer. 1999-ben szerepet játszott a Je veux tout (magyarul: Mindent akarok) filmben, Elsa Zylbersteinnal együtt. Egy ideig nem élvezhette a sikert, míg nem ajánlották fel neki Émilien Coutant-Kerbalec rendőr szerepét a Luc Besson forgatókönyvéből készült, Gérard Pires rendezte Taxi című akció-vígjáték filmet, amely két César-díjat nyert Legjobb vágás és Legjobb hang kategóriában. Annyira megszerette karakterét, hogy örömmel mondott igent a további három folytatásokra, melyeket már Gérard Krawczyk rendezett.

### Az ezredforduló után
A 2000-es Taxi 2 szerepe után őt választották be a Jean-Hugues Oppel regénye alapján készült Hatodik (eredeti címén: Six-Pack) című francia thrillerbe, melyben nyomozott alakított Richard Anconina és Chiara Mastroianni oldalán. 2001-ben a Jean-Michel Verner rendezte a Jeu de cons-ban, majd a Belphégor – A Louvre fantomja című misztikum-horrorban tűnt fel Sophie Marceau és az Oscar-díjas Julie Christie angol színésznő oldalán, ahol egy Martin nevű villanyszerelőt játszott. Ez évben együtt szerepelt még Laetitia Casta francia színésznővel a Les âmes fortes (magyarul a Kegyetlen lelkek) című drámában, melyet a 2001-es cannes-i filmfesztiválon mutattak be először. A Taxi filmekben korábban együtt játszott Marion Cotillarddal, ezúttal a 2002-es Egy személyes ügy filmben dolgoztak együtt.
2003-ban ismét Émilien szerepében lehetett látni, továbbá három szerepben. A René Manzor rendezte Labyrinth című krimi-drámában Lambert Wilsonnal és Sylvie Testuddal. Továbbá Philippe Drecq és Claire Keim (egykori barátnőjével) az Un homme par hasard tévéfilmben. Emellett egy csapat rabló tagját játszotta a Bob Swaim rendezte Rablópandúrokban, Armelle Deutsch és Lorant Deutsch mellett. 2005-ben több tévésorozatban vállalt szerepet. Először JP-ként a Clara Sheller első évadában. A sorozatnak lett második évada, de a szerepét már Patrick Mille játszotta. Ugyanebben az évben vendégszerepet játszott az Élodie Bradford-ban. Továbbá A súgóban ő játszotta Phillipe-et, melynek írója és rendezője Guillaume Pixie. Ismét együtt dolgozott Malik Chibane-nal a Voisins, voisines vígjátékban. Emellett szinkronszínészként is kipróbálta magát a Renart, a róka című animációs filmben, melyben a címszereplő hangját kölcsönözte.
2006-ban visszatért a televíziós sorozatok közé. Ő játszotta a David Nolande fantasy-krimi sorozatban a címszereplőt, ahol egy vállalati menedzsert és családapát játszott, aki balesetet szenvedve belerepült egy lakókocsiba, s annak lakója, egy vándorcigányasszony meghalt. Egy másik cigány megátkozza, később az álmaiban látott események megtörténhetnek, ha nem akadályozza meg, mert a rokonsága és barátai körében hal meg valaki. A sorozatnak készülőben volt a második évada, mely az első évad hat epizódjával ellentétben tizenkettőre volt tervezve. Ugyan a nézettsége több volt hatmilliónál, a 27%-ra értékelt arány nem volt meggyőző, így törölték. Ez évben színházban is játszott. Megkapta Oscar Wilde művének, a L'Importance d'etre constant-nak az egyik szerepét, amelyet 2008-ig játszott az Antoine színházban.
2007-ben leforgatta a negyedik, egyben utolsó Taxi filmet, aztán 2008-ban következett a Flics című minisorozat, aztán Az ideális vő című film, melyben nyomozót alakít. Ezt követte a Facteur chance vígjáték. 2009-ben következett a Jean-Paul Belmondo főszereplésével készült 1962-es Cartouche feldolgozása, a Cartouche, a jólelkű útonálló című történelmi film, melyben ő alakította a címszereplőt. Rendezője Henri Helman volt és az akkor még csak 19 éves Juliette Lamboley-jel és François Levantallal szerepelt együtt. Ez évben egy rövid tévésorozatban, a Myster Mocky présente-ben is feltűnt.
2010-ben Az ideális vő 2-ben tűnt fel, egy történelmi sorozatban, a Chateaubriandban és egy újabban, a Les virtuoses-ben. Ez évben a Bouffes-Parisiens színházban a Kramer kontra Kramer főszerepét kapta meg feleségével, Gwendoline Hamonnal, amit azóta is nagy sikerrel játszanak. 2011-ben játszott a Furieuse tévéfilmben, a Flics sorozat második évadában. 2012-ben Malik Chibane-val dolgozott ismét a Pauvre Richard című filmben, 2013-ban a Le Renard jaune-ban. 2012. december 8-án csatlakozott a Miss France 2013 zsűrijéhez.
Diefenthalnak a karrierje kezdete óta 41 film és 11 sorozat szerepe van, és kettő producer szerep.

## Magánélete
Diefenthal 2003-ban egy párt alkotott Claire Keim színésznővel. 1996-ban megismerkedett Gwendoline Hamon színésznővel, akit 2004. május 29-én feleségül vett, de 2013-ban elváltak. A házaspárnak 2004 szeptemberében született meg első gyermekük, Gabriel.

## Filmjei
A vastagított magyar címek azt jelzik, hogy Magyarországon is bemutatták/vetítették.

### 1990-es évek
| Film éve  | Film (eredeti és magyar)                   | Rendező                            | Szerep                     | Magyar hang    |
| --------- | ------------------------------------------ | ---------------------------------- | -------------------------- | -------------- |
| 1991      | Billy                                      | Marcel Bluwal                      |                            |                |
| 1991      | Salut les copains                          | Massimo Manganaro Dominique Masson | Stan Voskoff               |                |
| 1991      | Titkolt titkosügynök La totale!            | Claude Zidi                        | Le deuxieme loubard        |                |
| 1992      | Goal                                       | Rinaldo Bassi Nicolas Cahen        | Lius                       |                |
| 1992      | Les Cordier, juge et flic                  |                                    | Portal                     |                |
| 1993      | Les gens normaux n'ont rien d'exceptionnel | Laurence Ferreira Barbosa          | Jean                       |                |
| 1994      | Parlez après le signal sonore              | Olivier Jahan                      | L'inspecteur Colas / Colas |                |
| 1994-2000 | Le juge est une femme                      | Olivier Jahan                      |                            |                |
| 1995      | Police des polices                         |                                    |                            |                |
| 1995      | Avocat d'office                            |                                    | Frankie                    |                |
| 1995      | Douce France                               | Malik Chibane                      | Jean-Luc                   |                |
| 1996      | Une histoire d'amour a la con              | Henri-Paul Korchia                 |                            |                |
| 1996      | Conan kapitány Capitaine Conan             | Bertrand Tavernier                 | Sergent gare Bucarest      |                |
| 1997      | Le marchand de sable                       | Nicolas Koretzky                   | Dan                        |                |
| 1998      | Petite menteuse                            | Thierry Chabert                    | David                      |                |
| 1998      | Taxi                                       | Gérard Pires                       | Émilien Coutant-Kerbalec   | Kerekes József |
| 1999      | Je veux tout                               | Guila Braoudé                      | Philippe                   |                |

### 2000-es évek
| Film éve  | Film (eredeti és magyar)                                       | Rendező                               | Szerep                   | Magyar hang           |
| --------- | -------------------------------------------------------------- | ------------------------------------- | ------------------------ | --------------------- |
| 2000      | Petite copine                                                  | Rodolphe Balaguer                     |                          |                       |
| 2000      | Taxi 2                                                         | Gérard Krawczyk                       | Émilien Coutant-Kerbalec | Kerekes József        |
| 2000      | Hatodik Six-Pack                                               | Alain Berbérian                       | Philippe Saule           | Kerekes József        |
| 2001      | Jeu de cons                                                    | Jean-Michel Verner                    | Skip                     |                       |
| 2001      | Belphégor – A Louvre fantomja Belphégor - Le fantôme du Louvre | Jean-Paul Salomé                      | Martin                   | Bartucz Attila        |
| 2001      | Les âmes fortes                                                | Raoul Ruiz                            | Firmin                   |                       |
| 2001      | Le nouveau big bang                                            | Nicolas Koretzky                      | Costa                    |                       |
| 2002      | Retour en ville                                                | Karim Canama                          |                          |                       |
| 2002      | Személyes ügy Une affaire privée                               | Guillaume Nicloux                     | Femme bar de nuit        |                       |
| 2003      | Taxi 3                                                         | Gérard Krawczyk                       | Émilien Coutant-Kerbalec | Kerekes József        |
| 2003      | Plat du jour                                                   | Sophie Boudre                         |                          |                       |
| 2003      | Csalafinta Vénusz Un homme par hasard                          | Edouard Molinaro                      | Yann Le Guenn            | Széles Tamás          |
| 2003      | Dédales                                                        | René Manzor                           | Matthias                 |                       |
| 2004      | Nyughatatlan pár                                               | Patrick Chesnais                      | Arthur                   |                       |
| 2004      | A kullancs L'incruste                                          | Alexandre Castagnetti Corentin Julius | Alexandre                | Fesztbaum Béla        |
| 2004      | Rablópandúrok Nos amis les flics                               | Bob Swaim                             | Frédo                    | Kolovratnik Krisztián |
| 2005      | A súgó Le souffleur                                            | Guillaume Pixie                       | Philippe                 | Lux Ádám              |
| 2005      | Avant qu'il ne soit trop tard                                  | Laurent Dussaux                       | Phyl                     |                       |
| 2005      | Comme sur des roulettes                                        | Jean-Paul Lilienfeld                  | Max                      |                       |
| 2005      | Clara Sheller - sorozat                                        |                                       | JP                       |                       |
| 2005      | Voisins, voisines                                              | Malik Chibane                         | Paco                     |                       |
| 2005      | Renart, a róka Le roman de Renart                              | Thierry Schiel                        | Renart (szinkronhang)    | Csőre Gábor           |
| 2005      | A csábító nyomozó Élodie Bradford                              |                                       | Julien lemaitre          |                       |
| 2006      | A tűz angyala Ange de feu                                      | Philippe Setbon                       | Noël Courtal             |                       |
| 2006      | Én és a pánikom Pas de panique                                 | Denis Rabaglia                        | Ludovic Chambercy        | Hevér Gábor           |
| 2006      | David Noland - sorozat                                         |                                       | David Noland             | Rajkai Zoltán         |
| 2007      | Taxi 4 T4xi                                                    | Gérard Krawczyk                       | Émilien Coutant-Kerbalec | Kerekes József        |
| 2008      | Az ideális vő Le gendre idéal                                  | Arnaud Sélignac                       | Arnaud                   | Hevér Gábor           |
| 2008-2009 | Myster Mocky présente (TV series short)                        |                                       |                          |                       |
| 2008-2011 | Flics (mini-sorozat)                                           | Olivier Marchal                       | Yach                     |                       |
| 2009      | Facteur chance                                                 | Julien Seri                           | Tib                      |                       |
| 2009      | Cartouche, a jólelkű útonálló Cartouche, le brigand magnifique | Henri Helman                          | Cartouche                | Csík Csaba Krisztián  |

### 2010-es évek
| Film éve | Film (eredeti és magyar)           | Rendező         | Szerep                         | Magyar hang |
| -------- | ---------------------------------- | --------------- | ------------------------------ | ----------- |
| 2010     | Az ideális vő 2 Le gendre idéal 2  | Arnaud Sélignac | Arnaud                         | Hevér Gábor |
| 2010     | Chateaubriand                      | Pierre Aknine   | François-René de Chateaubriand |             |
| 2010     | L'homme sans nom                   | Sylvain Monod   | David / Guillaume Derville     |             |
| 2010     | Les virtuoses                      |                 | Horace Lange / Horance Lange   |             |
| 2011     | Furieuse                           | Malik Chibane   | Fred                           |             |
| 2011     | Sélection naturelle (mini-sorozat) | Régis Musset    | Antonin Brecht                 |             |
| 2012     | Pauvre Richard!                    | Malik Chibane   | Richard                        |             |